# 유기 츠카사
유기 츠카사는 지박소년 하나코 군에 등장하는 캐릭터이다. 주인공 하나코(유기 아마네)의 쌍둥이 동생이며 현재는 방송부에서 주로  괴이의 소문을 바꾸는 일을 한다.
성우-오가타 메구미

## 방송부 활동
자신과 계약을 맺은 사쿠라와 자신의 라디오를 이용하여 학교 내 괴이들의 소문을 어지럽히고 있다. 한번은 야시로 네네를 납치하여 티파티를 하기도 했다. 그리고 원래 방송부는 3명이었지만 미츠바 소스케를 3번째로 만든 후 미츠바 소스케가 방송부에 합류하였다.(원작에선 환영 파티도 해주었다.) 방송부가 대표적으로 하는 일은 소문 바꾸기이다.  그리고 나중엔 시지마 메이를 미츠바의 선배라며 무작정 데려온다.  그리고 티파티 에피소드에서    네네한테 아마네랑 뽀뽀 했어? 라 묻는다.

## 관계
하나코(유기 아마네):생전 츠카사의 쌍둥이 형이며 자신을 죽인 사람이지만 별로 신경 쓰지 않는 듯 하다. 생전에는 꽤나 사이가 좋았던것같다. 작품 속 묘사를 보면 하나코(유기 아마네)를 꽤나 좋아하는듯. `` 나랑 아마네는 정반대야. 알기 쉽게 말하면 라이벌? 숙적? 뭐 아무렴 어때. `` 라고 스스로 말한 적도 있다.
야시로 네네:야시로 네네는 하나코의 조수이기 때문에 츠카사에게 야시로는 흥미로운 존재라고 생각한다. 그리고 야시로와 츠카사 모두 하나코(유기 아마네)를 좋아하기 때문에 경쟁자 또는 라이벌이라고 할수도 있다.한번 없애려려고 했었다. `` 일단 너는 여기서 사라져 줘야겠어. `` 라거나 `` 아마네랑은 벌써 뽀뽀했어? 뽀뽀했어? ``라거나 `` 그거야 사귀는 사이니까~? `` 라는걸 보면 하나코 (유기 아마네)와 자신을 방해하는 방해꾼 정도로 생각하는 것 같기도.
나나미네 사쿠라:사쿠라는 츠카사와 계약을 맺은 인간이다. 츠카사와 계약을 맺어 학교 내 소문들을 어지럽히고 있다.(방송부) 사쿠라는 츠카사를 고양이 정도의 것으로 생각한다.
휴가 나츠히코:나츠히코 역시 방송부이지만 어떤 계획을 짠다면 약간 도와주는 편이며 미츠바와 사쿠라는 공기나 공기남 또는 공기같은 존재 라고 부른다.
미츠바 소스케:인간에서 죽어 괴이가 된 미츠바는 츠카사가 죽여 버렸고,츠카사가 인조로 만든 미츠바는 현재 츠카사가 7대 불가사의 중 3번째로 만들어 주었다.또 소스케 역시 방송부이다. 코우의 중학교 1학년때 같은 반 친구.